# Perfect
Perfect е песен на Ед Ширън. Включена е в третия му студиен албум.
Достига номер 1 в Австрия, Белгия, Франция, Литва, Малайзия, Филипините, Шотландия и Швейцария, както и топ 10 в 14 държави.

## Видеоклип
На 22 септември 2017 г. е пуснат лиричен видеоклип на YouTube канала на Ед Ширън. Музикалният видеоклип за песента е пуснат на 9 ноември 2017 г. в същия YouTube канал. Има и ремикс с участието на Бионсе.
|  | Тази страница частично или изцяло представлява превод на страницата Perfect (Ed Sheeran song) в Уикипедия на английски. Оригиналният текст, както и този превод, са защитени от Лиценза „Криейтив Комънс – Признание – Споделяне на споделеното“, а за съдържание, създадено преди юни 2009 година – от Лиценза за свободна документация на ГНУ. Прегледайте историята на редакциите на оригиналната страница, както и на преводната страница, за да видите списъка на съавторите. ВАЖНО: Този шаблон се отнася единствено до авторските права върху съдържанието на статията. Добавянето му не отменя изискването да се посочват конкретни източници на твърденията, които да бъдат благонадеждни. |